# Marie von Vetsera

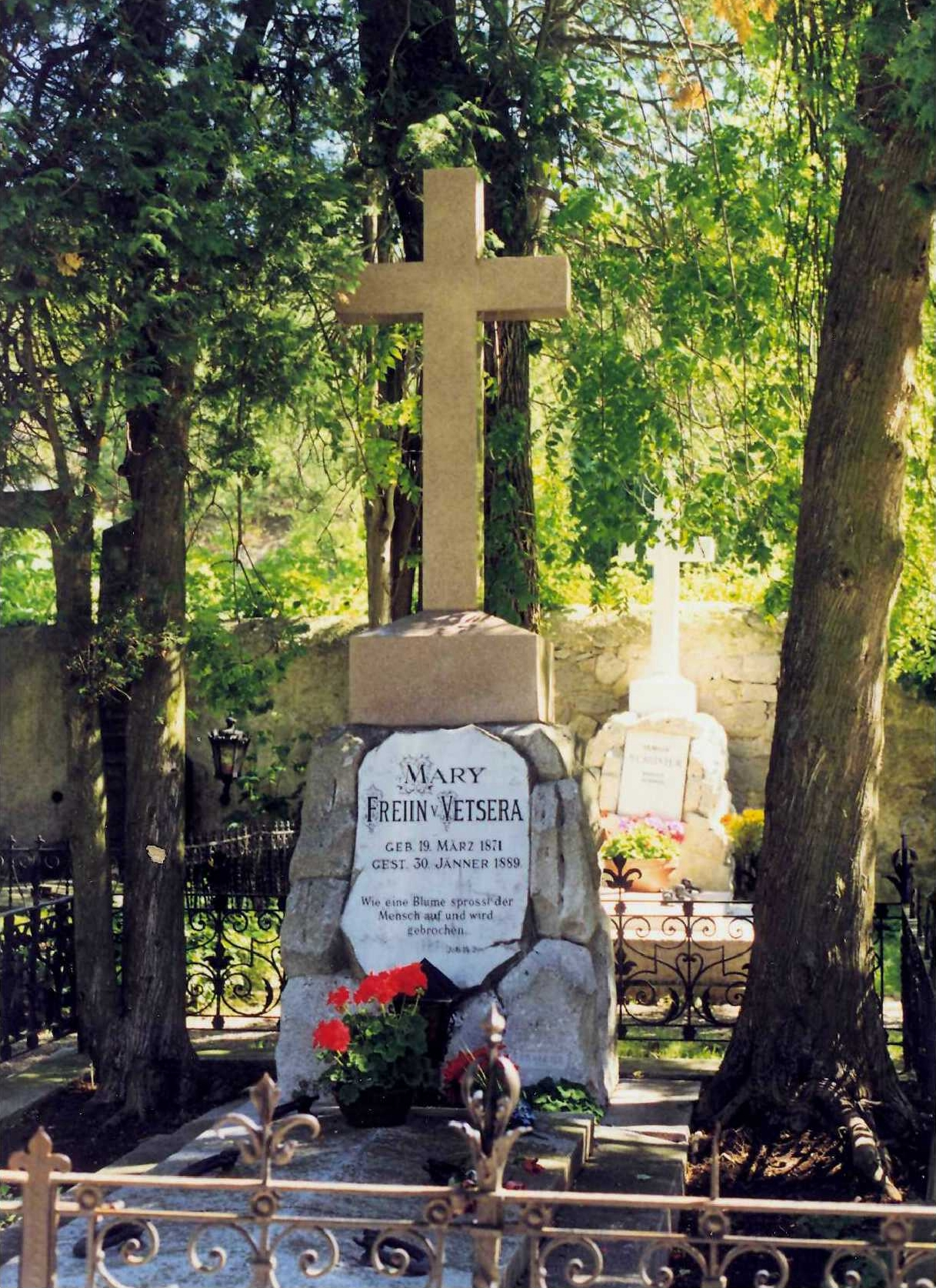
Heiligenkreuz, het graf van Maria von Vetsera

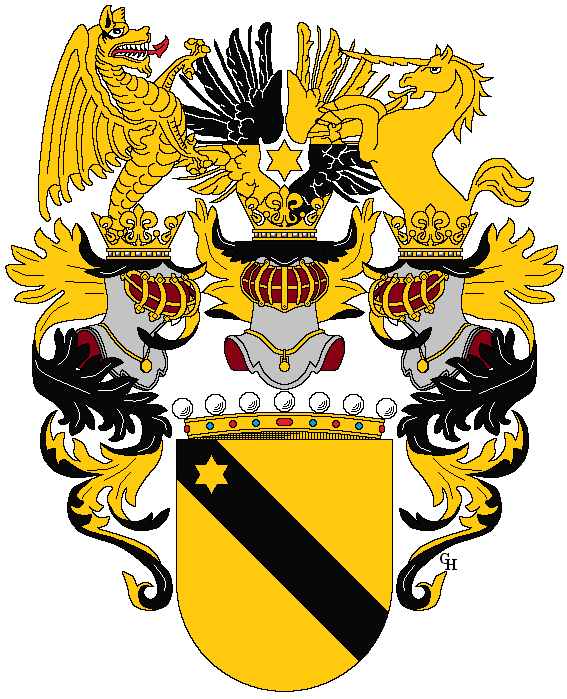
Wapen van baron Albin Ritter von Vetsera

Marie Alexandrine (Mary) von Vetsera (Wenen, 19 maart 1871 – Mayerling, 30 januari 1889) was de maîtresse van de Oostenrijkse kroonprins Rudolf.

## Biografie
Marie baronesse von Vetsera was de dochter van baron Albin von Vetsera en Helena Baltazzi. Haar dode lichaam werd samen met dat van Rudolf aangetroffen in Mayerling, het jachtslot van keizer Frans Jozef I. 
Rudolf en Marie hadden elkaar leren kennen via een nichtje van Rudolf, Marie Larisch. Over het algemeen wordt aangenomen dat Rudolf eerst Marie doodschoot om vervolgens zichzelf met een revolver van het leven te beroven. Vast staat dat de Oostenrijkse keizerlijke familie alles in het werk stelde om de twee lichamen zo spoedig mogelijk van het jachtslot te verwijderen. Rudolf werd begraven in de Kapuzinergruft te Wenen, Marie von Vetsera vond haar laatste rustplaats op het nabij Mayerling gelegen kloosterkerkhof van Heiligenkreuz. 
Bij haar graf werd door haar moeder een kapel opgericht, waarin een Mariabeeld is geplaatst met aan haar voeten twee engelen. Een van die engelen is geportretteerd naar de beeltenis van Marie. Aan het einde van de Tweede Wereldoorlog werd het graf geschonden door de Russen, die op zoek waren naar grafgaven. In 1959 werd Maries lichaam in een nieuwe kist geplaatst en herbegraven op dezelfde plek. Deze operatie werd betaald door een onbekende weldoenster.

### Nederlandse connectie
Haar zus Johanna Carolina Elisabeth Freiïn von Vetsera (1868-1901) trouwde in 1897 met de Nederlander Hendrik graaf van Bylandt (1863-1932), telg uit het geslacht Van Bylandt, uit welk huwelijk een dochter en een zoon werden geboren.